# 聖經中的法老
聖經曾經提到埃及的法老，其中包括未提及姓名的法老，以及幾位後來命名的法老，其中一些是歷史上真實存在的或可以辨認為歷史上的法老。

## 未提及姓名的法老

### 创世记中
亞伯拉罕為了躲避迦南的飢荒而移居埃及。他擔心一名法老會殺了他並帶走他的妻子撒拉，所以他讓她說她是他的妹妹。他們最終被傳喚去見法老，但上帝卻因為法老打算娶撒拉而降下瘟疫。在發現撒拉是亞伯拉罕的妻子後，他釋放了她，並命令亞伯拉罕帶上他的財物返回迦南。
创世记的最后几章讲述了雅各的儿子约瑟如何被他的兄弟卖到埃及为奴，被一名法老提升为埃及宰相，后来获准将他的父亲，他的兄弟和他们的家人进入埃及，住在歌珊地（现代法库斯附近的尼罗河三角洲东部）。学者艾哈迈德·奥斯曼争辩说这位法老就是图特摩斯四世，并认定约瑟就是埃及人物尤亚。其他学者普遍拒绝奥斯曼的说法。

## 历史上的法老：塔哈爾卡、尼科二世和阿普里斯
列王記和以賽亞書提到了埃塞俄比亞國王特哈加，聖經說他在希西家統治期間與西拿基立作戰。學者們認定他就是法老塔哈爾卡。據信，聖經記載的事件發生在公元前 701 年，而塔哈爾卡在大約十年後即位。人們提出了多種解釋：一種是聖經文本中的國王頭銜指的是他未來的王室頭銜，而當時他很可能只是一名軍事指揮官。
尼科二世很可能就是圣经中提到的法老。 耶利米书提到他的继任者為阿普里斯（又稱合弗拉）。